# 2019-20년 오클랜드 투아타라 시즌
2019-20년 오클랜드 투아타라 시즌은 오클랜드 투아타라가 호주 프로야구 리그에 참가한 2번째 시즌이다. 스티브 민츠가 감독으로 팀을 이끌었다. 팀은 포스트시즌에 진출하여 8팀 중 최종 3위로 시즌을 마무리했다.

## 타이틀

### 리그 1위
- 출장(타자): 워커 (40)
- 사구: 워커 (6)
- 선발등판: 콜멘터 (10)
- 완봉: 콜멘터 (1)
- 노스이스트디비전 득점: 워커 (31)
- 노스이스트디비전 2루타: 워커 (11)
- 노스이스트디비전 홈런: 김원석 (10)
- 노스이스트디비전 타점: 워커 (33)
- 노스이스트디비전 도루: 워커 (9)
- 노스이스트디비전 출루율: 워커 (0.450)
- 노스이스트디비전 장타율: 워커 (0.631)
- 노스이스트디비전 OPS: 워커 (1.081)
- 노스이스트디비전 평균자책점: 코에니그 (1.93)
- 노스이스트디비전 이닝 당 출루허용률: 콜멘터 (0.96)

### 팀 내 1위
- 출장(타자): 워커 (40)
- 타석: 워커 (151)
- 타수: 홈자 (129)
- 안타: 워커 (42)
- 득점: 워커 (31)
- 2루타: 워커 (11)
- 3루타: 브라운, 블랙스톤, 홈자 (1)
- 홈런: 김원석 (10)
- 타점: 워커 (33)
- 도루: 워커 (9)
- 루타: 워커 (77)
- 볼넷: 워커 (20)
- 사구: 워커 (6)
- 출루율: 워커 (0.450)
- 장타율: 워커 (0.631)
- OPS: 워커 (1.081)
- 타율: 워커 (0.344)
- 평균자책점: 코에니그 (1.93)
- 다승: 존스톤 (4)
- 출장(투수): 마르티네즈 (15)
- 선발등판: 콜멘터 (10)
- 완투: 코에니그, 콜멘터 (1)
- 완봉: 콜멘터 (1)
- 세이브: 부에노 (5)
- 이닝: 콜멘터 (49)
- 탈삼진: 콜멘터 (40)
- 홀드: 키타가타 (3)
- 이닝 당 출루허용률: 콜멘터 (0.96)
- 마무리등판: 부에노, 제이콥슨 (9)

## 선수단
- 선발투수: 보이스, 콜멘터, 무라나카, 코에니그, 글로고스키
- 구원투수: 마르티네즈, 키타가타, 존스톤, 미치하라, 폭스 롤프, 오쿠모토, 타카하시, 카브레라, 휴슨
- 마무리투수: 제이콥슨, 부에노
- 포수: 홈자, 비숍, 누이즈
- 1루수: 워커, 바스케즈, 스와네포엘
- 2루수: 블랙스톤, 핸슨, 볼러
- 유격수: 모건, 에르난데스, 프랭클린
- 3루수: 영
- 좌익수: 김원석
- 중견수: 브라운, 모레노
- 우익수: 마크, 맥아담스, 리차즈
- 지명타자: 램헌트, 쩡런허, 캠벨, 그랜트, 우즈